# Сила через радость

Эмблема организации «Сила через радость» (КДФ)

Национал-социалистическое объединение «Си́ла че́рез ра́дость» (нем. Kraft durch Freude, KДФ) — в нацистской Германии политическая организация, занимавшаяся вопросами организации досуга населения Рейха в соответствии с идеологическими установками национал-социализма. Нацистская KДФ входила в состав Германского трудового фронта (ДАФ) и функционировала в период с 1933 по 1945 гг., хотя с началом Второй мировой войны деятельность «Силы через радость» была практически остановлена. В составе организации существовал «Отдел путешествий, туризма и отпусков»; тем самым «Сила через радость» была самым крупным туроператором нацистской Германии.

## История

### Становление организации
Появление организации было обусловлено двумя факторами. С одной стороны, ещё при Веймарской республике продолжительность отпуска рабочих и служащих увеличилась в среднем с 8 до 12 дней. Почти все рабочие имели право на ежегодный оплачиваемый отпуск.

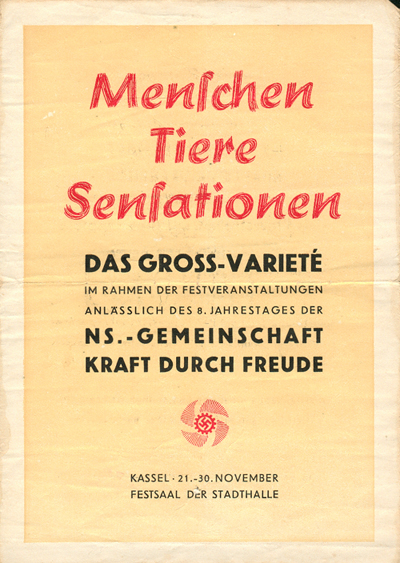
Рекламный проспект эстрадного концерта, организованного «KdF»

Однако на практике отпуск такой продолжительности, позволявший по-настоящему отправиться в путешествие, предоставлялся только работникам старшего возраста. Национал-социалисты увеличили продолжительность отпуска до двух-трёх недель (хотя соответствующее законодательство отсутствовало). Пообещав работникам дальнейшее увеличение продолжительности отпуска и сокращение рабочего дня, национал-социалистическое правительство сумело привлечь на свою сторону часть рабочих, находившихся на марксистских или социал-демократических позициях.
С другой стороны, в фашистской Италии уже в 1925 г. существовала организация «Opera Nazionale Dopolavoro», занимавшаяся досугом населения. Роберт Лей, руководитель Германского трудового фронта, ознакомился с её работой в ходе своей поездки в Италию в 1929 г. и, после прихода к власти, предложил создать аналогичную организацию в Германии. Изначально предполагалось назвать организацию по итальянскому подобию, однако выбранный в конечном итоге пропагандистский слоган «Сила через радость» полностью оправдал себя. В проекте «Силы через радость» принимал деятельное участие Роберт Лей.
14 ноября 1933 г. Гитлер одобрил проект организации. Официальное учреждение «Силы через радость» состоялось через две недели, 27 ноября 1933 г., на специальном заседании Германского трудового фронта в присутствии Рудольфа Гесса и Йозефа Геббельса.

## Деятельность

### Круизное направление
В деятельности KДФ существовало несколько направлений, основным из которых была организация доступных международных круизов. Для этой цели была построена целая флотилия круизных кораблей, флагманом которых был комфортабельный лайнер «Вильгельм Густлофф». В рамках этой программы предлагались круизы по побережью Норвегии, Испании, Италии, а также по Балтийскому морю и вдоль побережья Германии и Дании. Идея предоставления оплачиваемых отпусков рабочим была достаточно новой для тогдашней Европы, а в Германии на такое право могли рассчитывать даже сезонные рабочие. В этом направлении жизнь немецкого рабочего, благодаря программам KДФ, выгодно отличалась от жизни рабочих в других странах. Стоимость билетов для немецкого рабочего на комфортабельных кораблях круизного флота была втрое ниже, чем в других странах. Около 20 млн человек (почти четверть населения страны) воспользовались услугами этой программы для отдыха. Кроме круизов немецкий рабочий мог рассчитывать на дешёвые билеты и туры на множество курортов Германии. Под эгидой КДФ курорты также возводились в разных живописных местах Германии.

### Культурные мероприятия

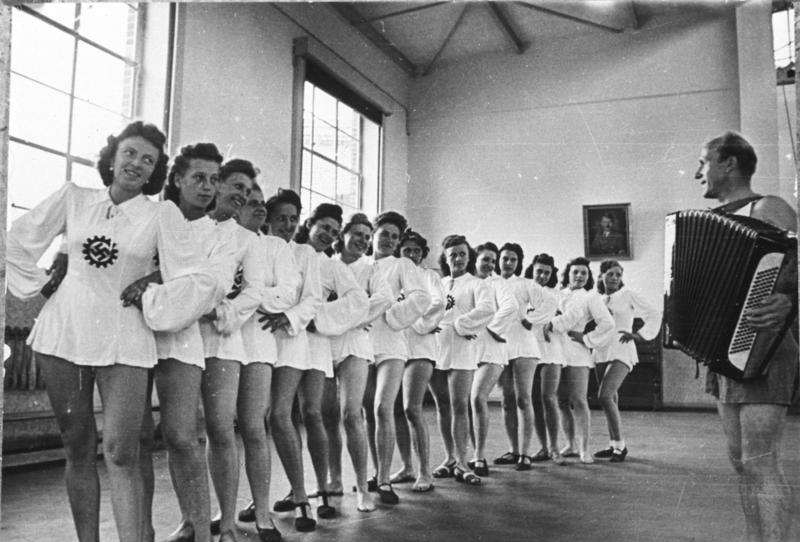
Танцы и гимнастика в КДФ, 1933.

Хотя организация круизов была одним из наиболее популярных направлений деятельности KДФ, она также занималась организацией менее значимых мероприятий, таких как экскурсии, концерты, представления и разные культурные программы. Только художественные выставки в рамках программы посетило более чем 2,5 млн человек. Около 22 млн человек посетили представления и концерты, организованные KДФ. Руководство KДФ надеялось таким образом воспитать более производительную и образованную рабочую силу Германии.

### Автомобиль в кредит
Другой программой KДФ было предоставление возможностей для приобретения персональных автомобилей широкой массой рабочих страны. Для этой цели был спроектирован автомобиль «Kraft-durch-Freude-Wagen (KdF-Wagen)» (от нем. KdF-Wagen — автомобиль «Сила через радость») и разработана система мероприятий для облегчения условий приобретения этого автомобиля почти каждым рабочим. Цена на новый KdF-Wagen (позже — Volkswagen Käfer) была установлена в 990 марок — приблизительно заработок рабочего за 35 недель. Даже при такой низкой цене была разработана система предоплаты, по которой рабочий платил 5 марок каждую неделю и при выплате 750 марок получал ордер на получение машины. Эта программа, однако, не была осуществлена, поскольку с началом Второй мировой войны завод был перепрофилирован на выпуск военной техники вместо автомобилей для населения.

## Интересные факты
- В 1939 году Международный олимпийский комитет наградил KДФ олимпийским кубком.
- Альберт Шпеер в своих мемуарах отмечает: «Я должен был взять на себя руководство отделом „Красота труда“, название, провоцировавшее не меньше насмешек, чем сама формулировка „Сила через радость“».
- Уильям Ширер в книге «Взлёт и падение Третьего рейха» пишет: «Подпись под карикатурой на движение „Сила через радость“ обошла всю Германию, поскольку она очень удачно ассоциировалась с сельхозгодом[a] молодых девиц: „На полях и в лачугах я теряю силу через радость“»[2].

## Отделы
- Отдел образования
- Отдел культуры
- Организационный отдел
- Отдел прессы и пропаганды
- Отдел отпусков и путешествий
- Финансовый отдел
- Отдел улучшения рабочего места

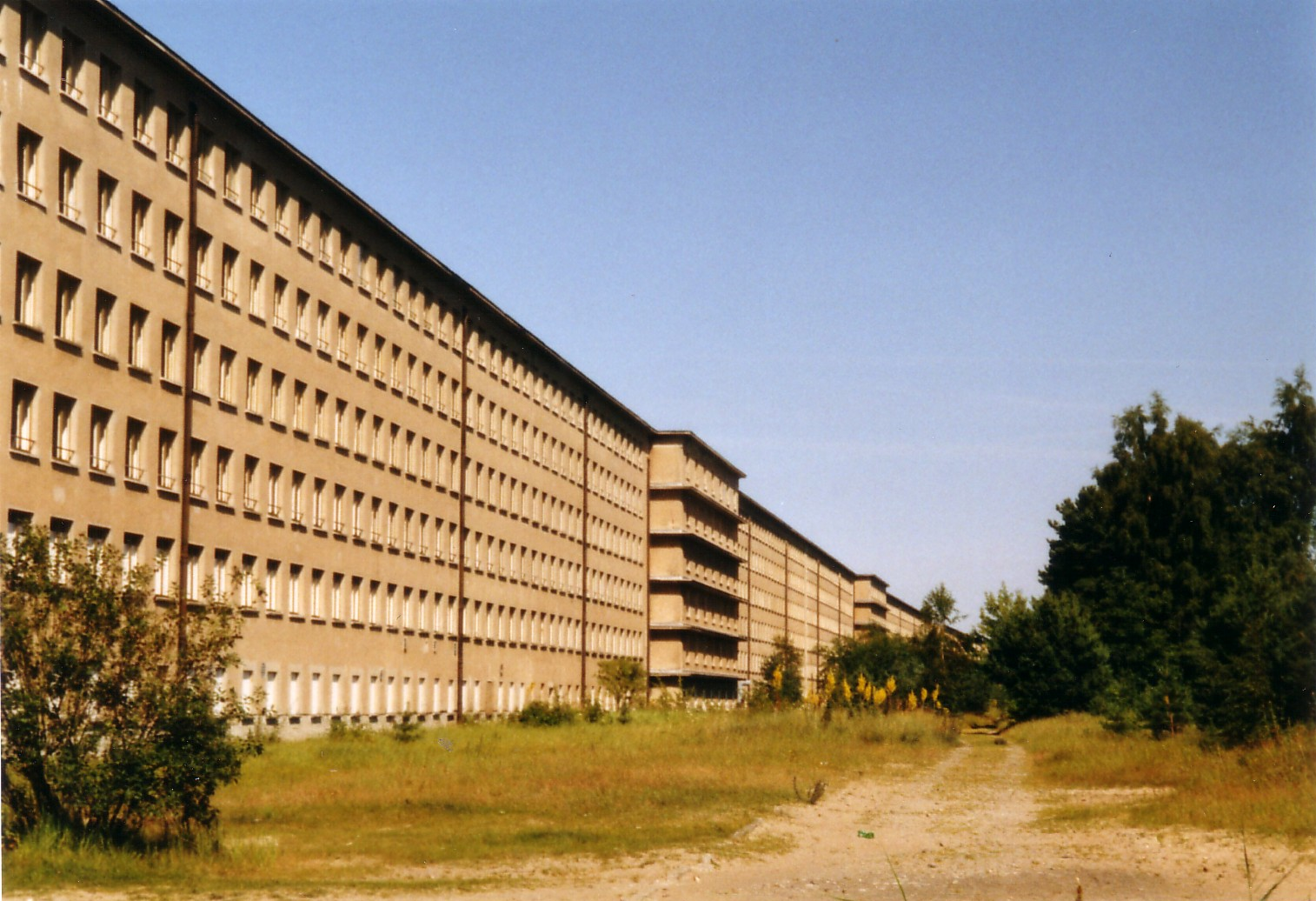
Прора — балтийский курорт движения «Сила через радость», одно из самых длинных зданий в мире.

- Отдел самопомощи и обустройства быта
- Спортивный отдел
- Народный отдел и отдел Родины

### Комментарии
1. ↑  Сельхозгод — по достижении 18 лет девушки из лиги (они состояли в ней до 21 года) были обязаны отработать год на фермах.